# اس‌ام انترتینمنت
اِس‌اِم انترتینمنت (به کره‌ای: SM엔터테인먼트) شرکت سرگرمی و انتشارات موسیقی کره‌ای است، که در زمینهٔ ارائهٔ آلبوم‌های موسیقی و اجرای کنسرت‌های موسیقی، همچنین ارائهٔ خدمات مسافرتی، سرگرمی و نیز توسعه املاک و مستغلات فعالیت می‌کند. در حال حاضر، این کمپانی بزرگترین شرکت‌ سرگرمی در کره جنوبی است و رتبه اول را در آسیا دارد.   کمپانی اس ام به تدریج توسعه یافت و با جذب طرفداران بیشماری از سراسر جهان به محبوبیت خود و هنرمندانش افزود. اس ام به پایه گذاری و جهانی کردن کی پاپ و  هالیو موسیقی معروف است. همچنین به دلیل کسب موفقیت های جهانی با هنرمندان پیشگامی همچون اچ او تی اکسو (exo) و بوآ به موج کره ایی شناخته می‌شود.
شرکت اِس‌اِم انترتینمنت در سال ۱۹۸۹ توسط لی سو-مان سهامدار اصلی و پرودویر اصلی کمپانی تأسیس شد. مدیران فعلی این کمپانی تاک یونگجون و لی سونگ سو (برادر زاده لی سومان)هستند. دفتر مرکزیِ شرکت در ناحیه گانگنام شهر سئول قرار دارد و سهام آن در بازار بورس کره معامله می‌شود. درحال حاضر بیشترین سهام را لی سو مان با ۱۸ درصد معادل حدودا ۲۲۰ میلیارد وون در اختیار دارد. سال ۲۰۱۰ همسر او به سرطان دچار شد و به همین دلیل از ریاست کناره گیری کرد و در این مدت فردی به نام یانگمین جایگزین شد. در نهایت لی سومان سال ۲۰۱۴ به ریاست برگشت.
این کمپانی خانهٔ بسیاری از هنرمندان پیشتاز در صنعت موسیقی کره (کی‌پاپ) است. از این هنرمندان می‌توان به اکسو، کانگتا، اس.ای.اس، بوآ، تی‌وی‌ایکس‌کیو، تی‌راکس، گریس، سوپر جونیور، گرلز جنریشن، جی-مین، اف (اکس)، ژیو می، شاینی، (گروه موسیقی)، ردولوت، ان‌سی‌تی،  سوپرام و اسپا اشاره کرد. در گذشته نیز این کمپانی خانهٔ هنرمندانی مثل اچ.او.تی.، فلای توو د اسکای، شینهوا و هنری بوده‌است.
این کمپانی همچنین فعالیت‌های بازیگرانی همچون جیسو، وو دوهوان و لی یون‌هی و... را مدیریت می‌کند. میتوانید در بخش ارتیست های سایت رسمی اس ام دیگر بازیگران زیرنظر این کمپانی را ببینید.

در ژاپن، اِس‌اِم با همکاری اوکس تراکس برای هنرمندانی چون آیومی هاماساکی، نامی آمورو و کودا کیومی موسیقی منتشر می‌کند. اِس‌اِم همچنین همراه با جانی انترتینمنت، هنرمندانی مثل آراشی و کات-تون را حمایت می‌کند.